# 中亚南路街道
中亚南路街道是中华人民共和国新疆维吾尔自治区乌鲁木齐市头屯河区下辖的一个街道办事处。

## 行政区划
中亚南路街道下辖以下村级行政区划单位：
海滨社区、中亚南路社区、浦东街社区、白石桥社区、广州街社区、卫星路社区、团结新村社区、南彩门社区、青水湾社区、铁路花园社区。